# Hamerlingplatz
Der Hamerlingplatz liegt im 8. Wiener Gemeindebezirk Josefstadt.

## Geschichte
Der Hamerlingplatz wurde auf dem Gelände der abgerissenen Josefstädter Kaserne angelegt. Der Name wurde am 26. Oktober 1904 durch den Stadtrat zu Ehren des Dichters Robert Hamerling vergeben.

## Gestaltung, Verkehr
Der rechteckige Platz ist von Gebäuden aus den ersten Jahren des 20. Jahrhunderts umgeben. Das Zentrum wird vom Hamerlingpark mit Denkmal für Robert Hamerling, Ruhezone, Kinderspielplatz und Hundezone eingenommen. Motorisierter Individualverkehr ist nur durch die Skodagasse an der Westseite des Platzes möglich; die Fahrbahnen an den anderen Seiten des Platzes stehen nur Anrainern zur Zu- und Abfahrt sowie Radfahrern zur Verfügung.
Unter dem Platz ist eine Tiefgarage mit 332 Plätzen für Kurz- und Dauerparker errichtet.
Öffentliche Verkehrsmittel stehen knapp 100 m entfernt an der Kreuzung Josefstädter Straße/Albertgasse zur Verfügung (Straßenbahnlinien 2, 5, 33).

## Adressen
(Denkmalgeschützte Objekte sind durch Fettdruck hervorgehoben. Beschreibungen nach Dehio.)
- Nr. 1: Hamerling-Hof (Identadresse: Albertgasse 30), ein monumentales Zinshaus am Spitz zwischen Albert- und Skodagasse; Architekt: Carl Bittmann
- Nr. 2: Wohnhaus mit teilweise secessionistischem Dekor
- Nr. 3: B-Gebäude des ehemaligen Militärgeographischen Instituts, später Kartographisches Institut des Bundesamts für Eich- und Vermessungswesen, heute (2020) ein Wohnhaus. Der mächtige U-förmige Block, der die ganze Nordseite des Platzes einnimmt, entstand nach Plänen der Architekten Siedeck und Stiegler. Der Ehrenhof ist gegen den Hamerlingplatz durch ein Schmiedeeisengitter abgeschlossen.
- Nr. 4: Wohnhaus, Architekt Arthur Baron
- Nr. 5–6: Die Handelsakademie Hamerlingplatz der Vienna Business School wurde von 1906 bis 1907 nach Plänen der Architekten Julius und Wunibald Deininger errichtet.
- Nr. 7 bis 10: Repräsentative Wohnhäuser mit teils secessionistischen Gestaltungselementen

## Galerie

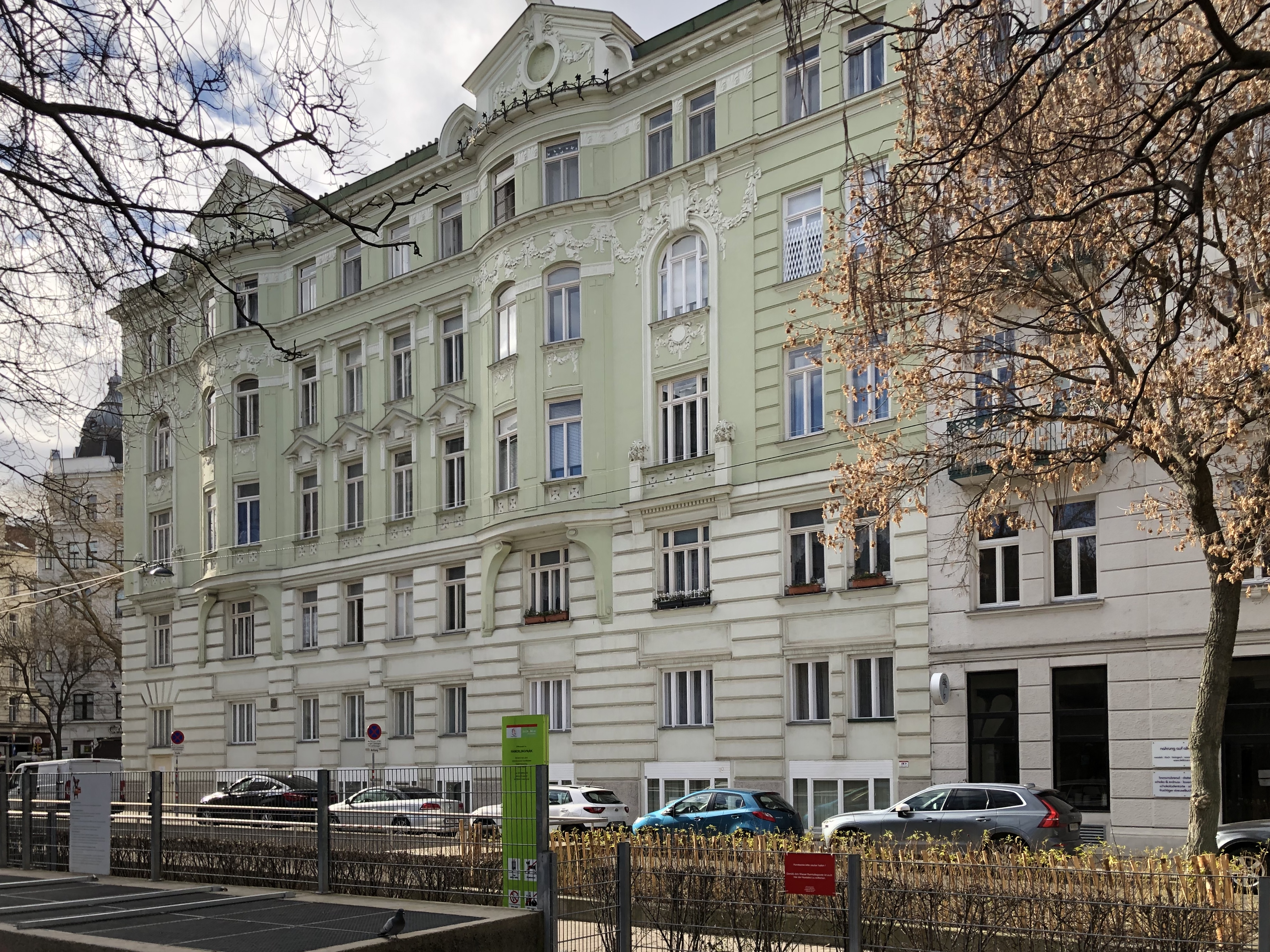
Hamerlinghof
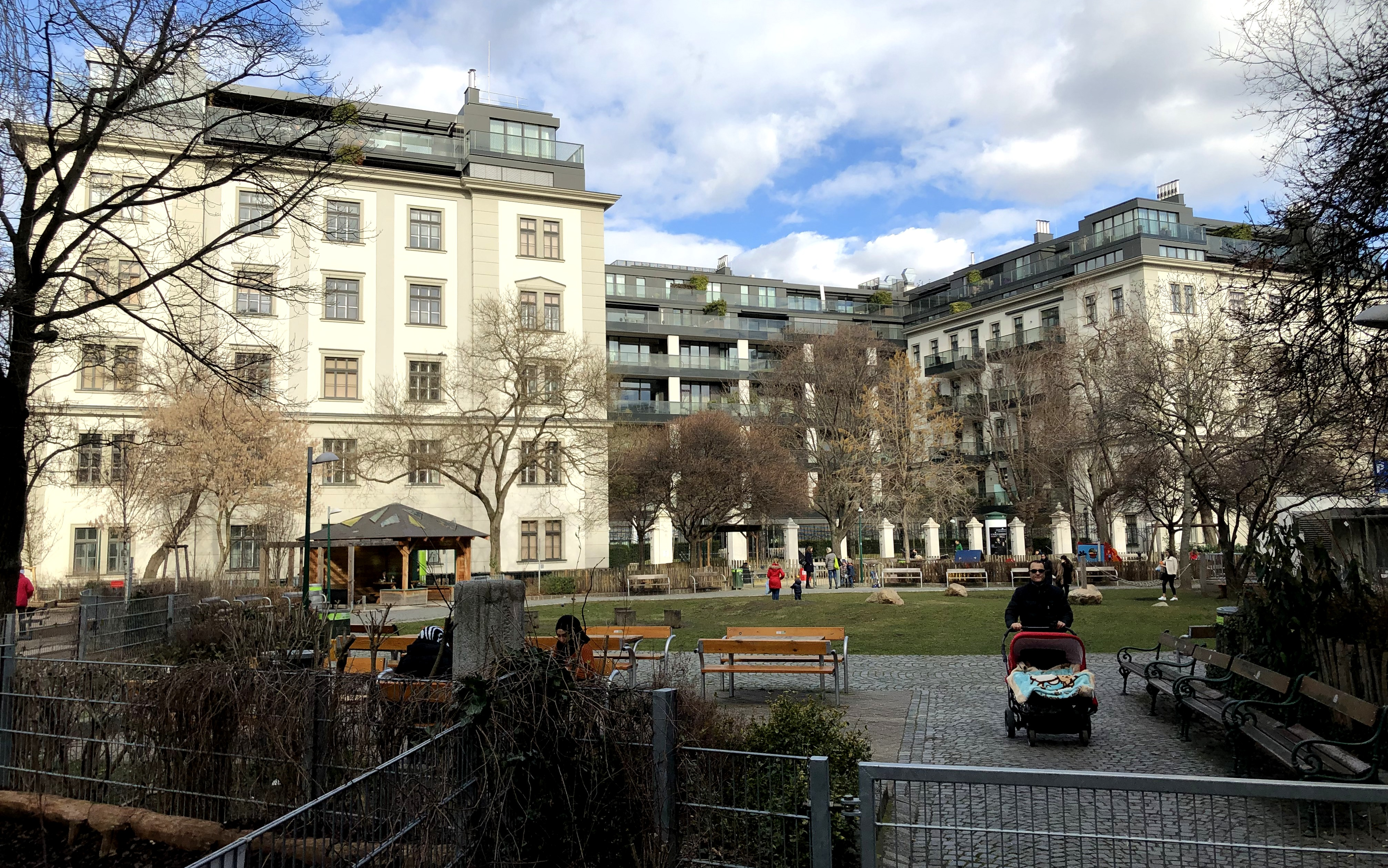
Hamerlingplatz 3, ehemaliges Kartographisches Institut
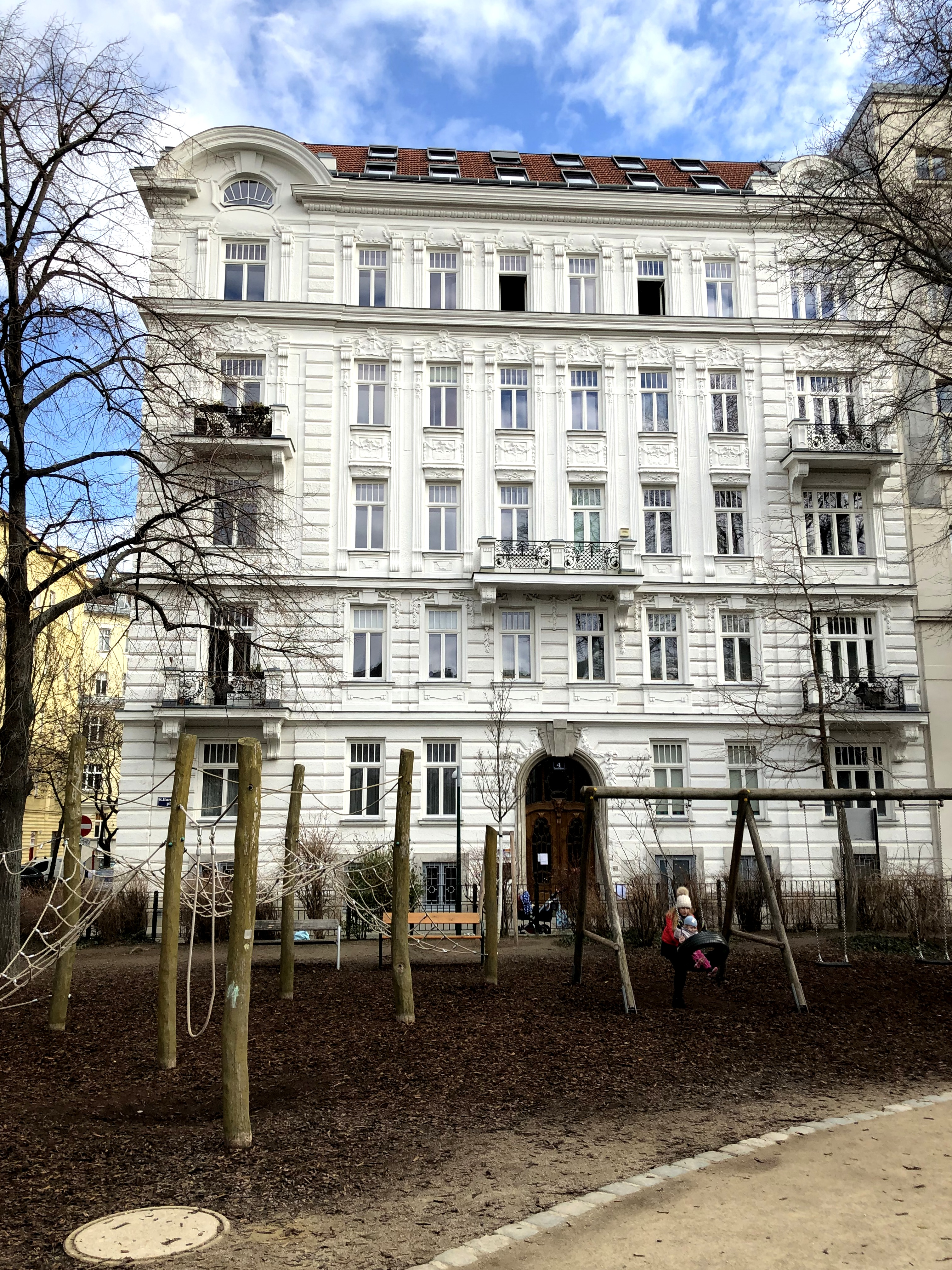
Hamerlingplatz 4
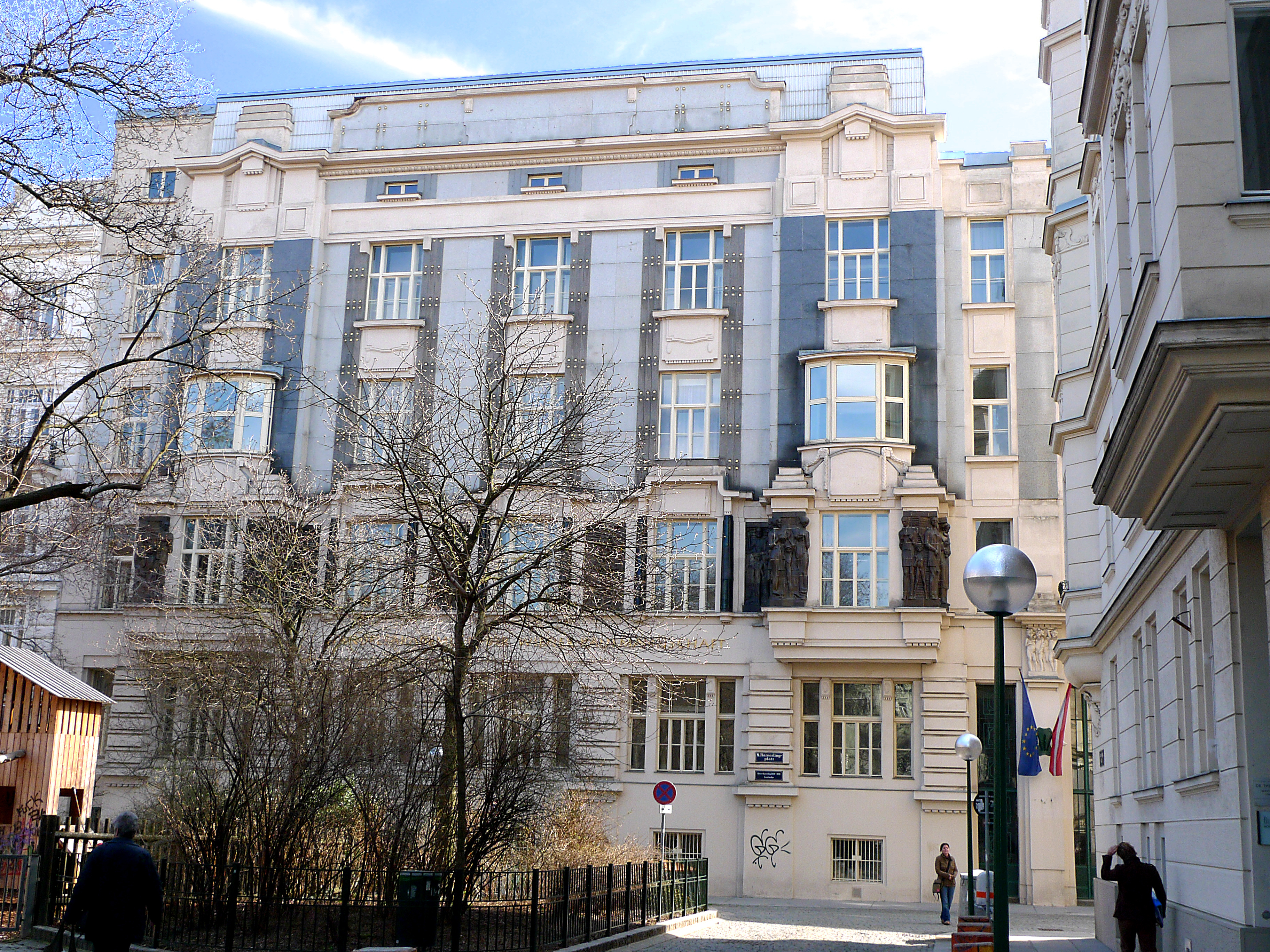
Vienna Business School (Handelsakademie)
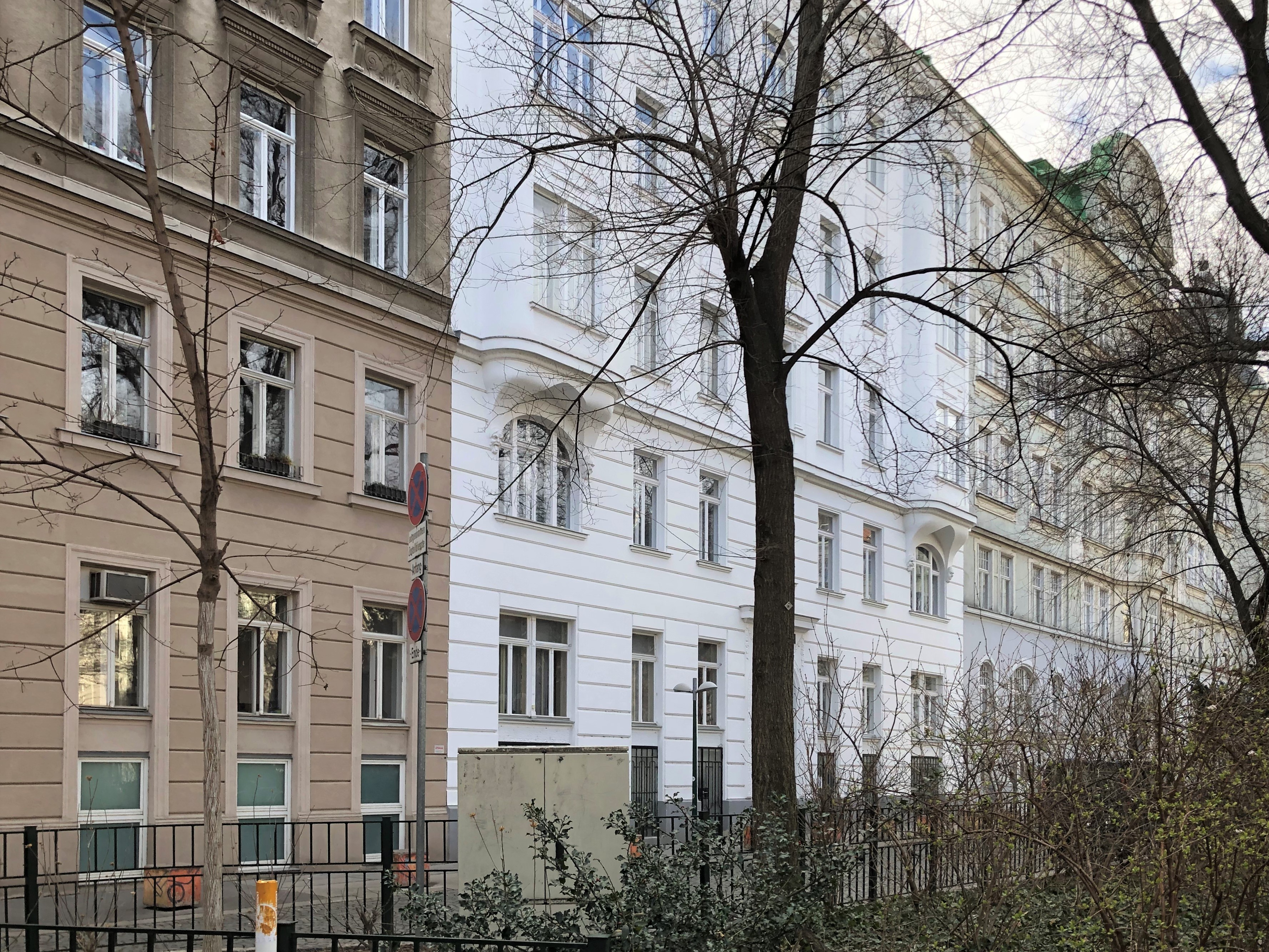
Südseite des Hamerlingplatzes
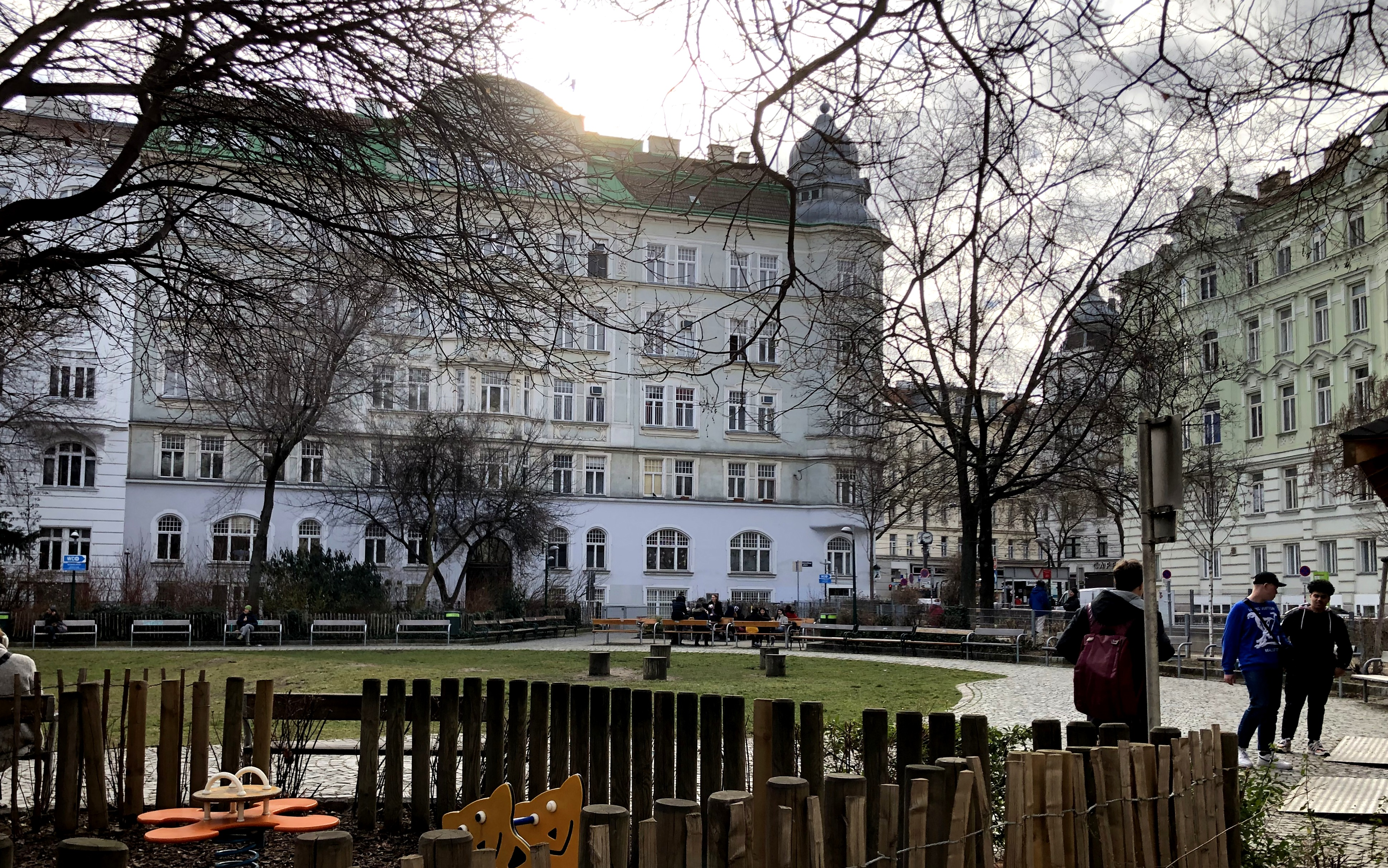
Blick zur Josefstädter Straße
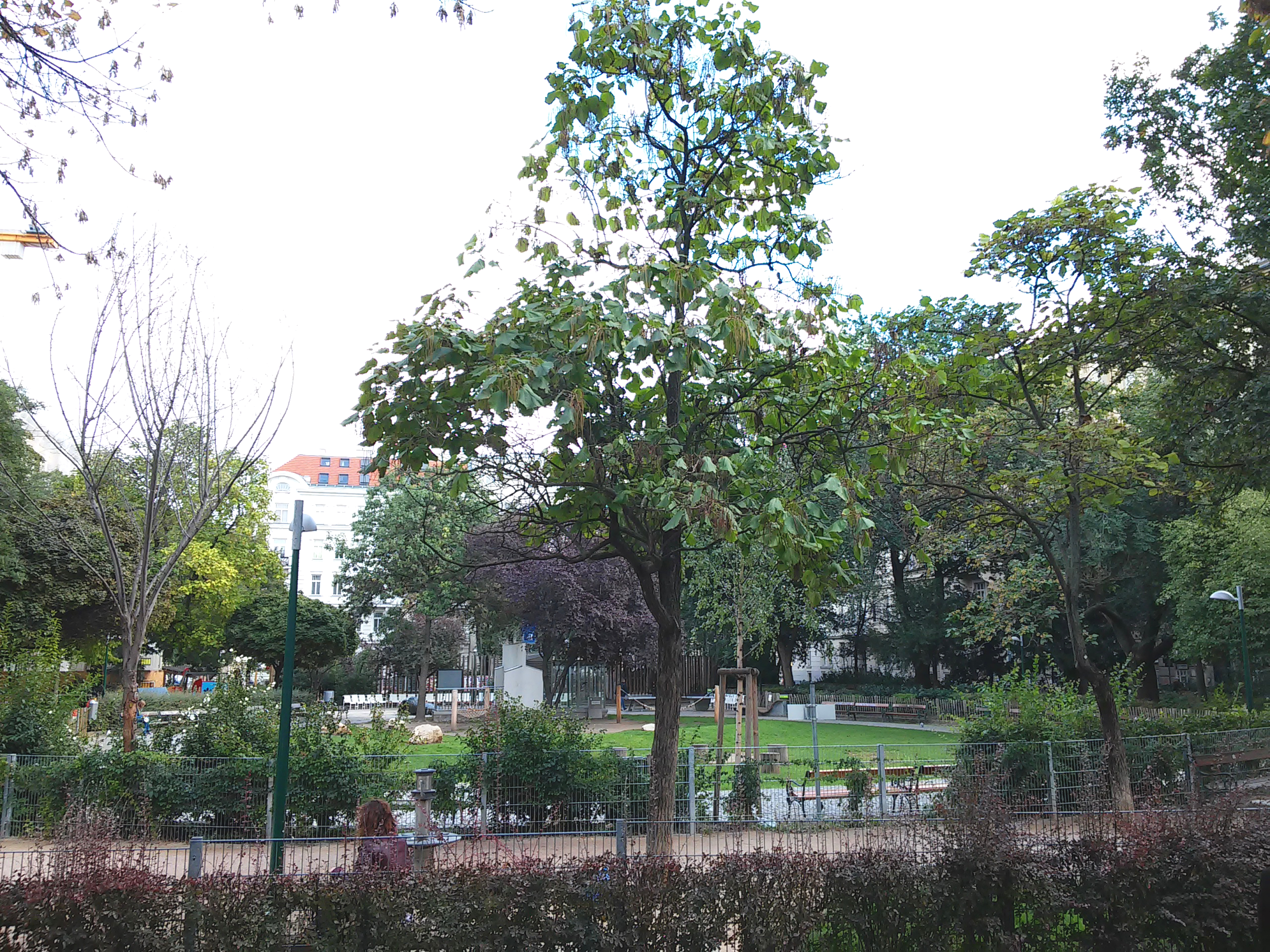
Hamerlingpark
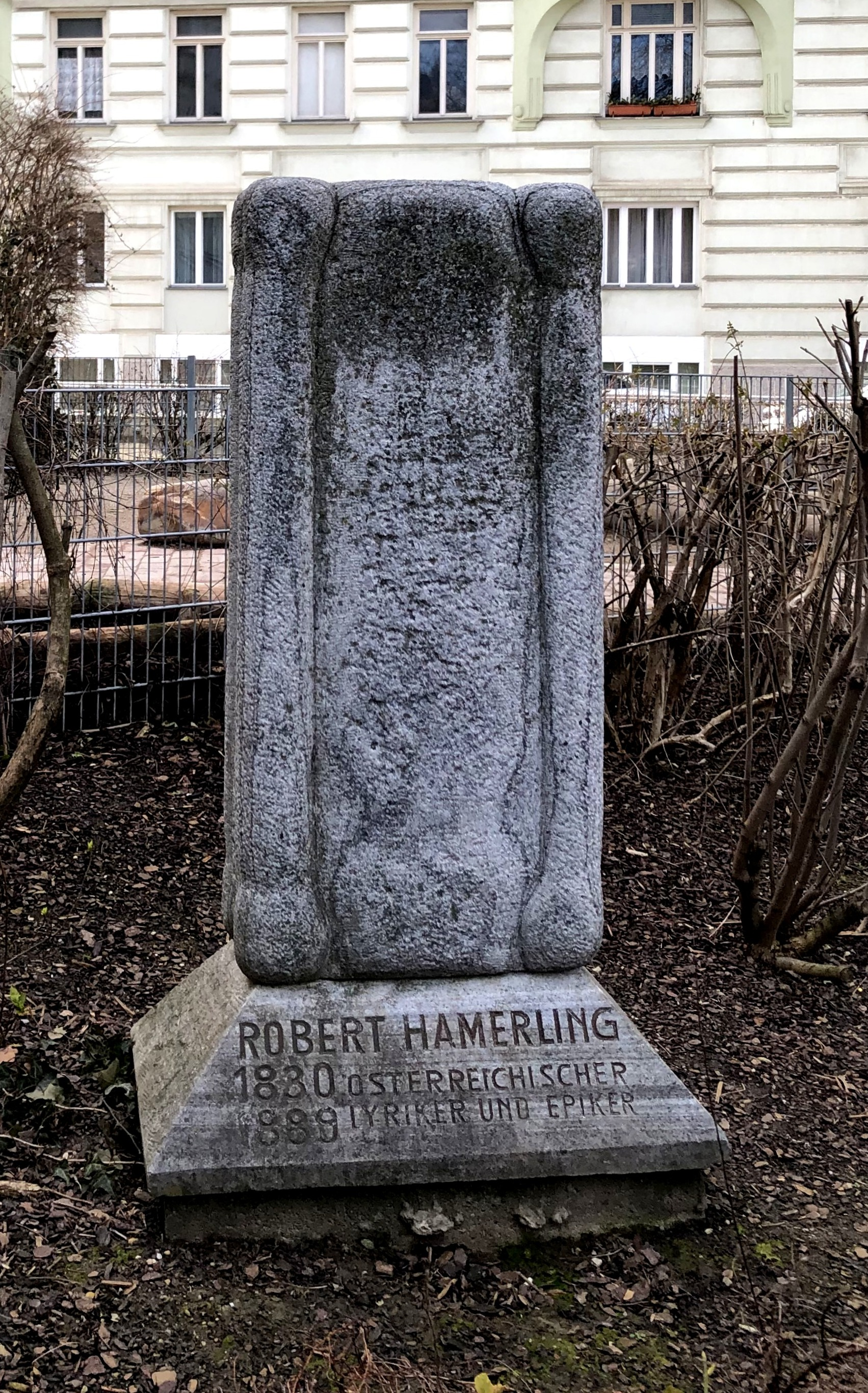
Gedenkstein für Robert Hamerling